# Збалансоване дерево

Приклад незбалансованого дерева

Те саме дерево після балансування

У програмуванні збалансоване дерево в загальному розумінні цього слова — це такий різновид двійкового дерева пошуку, яке автоматично підтримує свою висоту, тобто кількість рівнів вершин під коренем є мінімальною. 

### Загальні відомості
Швидкість роботи більшості операцій на деревах залежить від висоти дерева. Такими операціями в першу чергу є:
- пошук вершини
- вставка вершини
- видалення вершини

Швидкість цих операцій напряму залежить від висоти дерева -- O(Height). Якщо говорити про залежність між кількістю вершин в дереві та його висотою, то висота дерева лежить у таких межах:
- H = N  Висота дерева дорівнює кількості вершин у дереві, якщо дерево є виродженим.
- H = log(N)   Висота дерева дорівнює логарифму, якщо дерево є повним.

Збалансованість дерева є важливою саме тому, що час виконання більшості алгоритмів на двійкових деревах пошуку є пропорційний до їхньої висоти. Звичайні двійкові дерева пошуку можуть мати досить велику висоту в тривіальних ситуаціях, що від’ємно впливає на швидкість виконання операцій. 
Процедура зменшення (балансування) висоти дерева виконується за допомогою трансформацій, відомих як обернення дерева, у певні моменти часу (переважно при видаленні або додаванні нових елементів).

### Ступені збалансованості

#### Ідеально збалансоване дерево
Ідеально збалансоване дерево — це дерево, у якого для кожної вершини різниця між висотами лівого та правого піддерев не перевищує одиниці[джерело?]. Однак, така умова може вимагати значної перебудови дерева при додаванні або видаленні елементів, тому їх застосовують лише для пошуку, коли дані в них практично незмінні.

#### АВЛ-збалансованість
При додаванні в дерево нових вузлів або внаслідок їх вилучення ідеальна збалансованість втрачається. Дерево можна перебудувати, але така операція триває досить довго. Тому було запропоновано слабші вимоги щодо збалансованості, які отримали назву АВЛ-збалансованості. Дерево є АВЛ-збалансованим, якщо висоти лівого та правого піддерев різняться не більше, ніж на одиницю. Дерева, що задовольняють таким умовам, називають АВЛ-деревами (за прізвищами їх винахідників — Адельсон-Вельського і Ландіса). Зрозуміло, що кожне ідеально збалансоване дерево є також АВЛ-збалансованим, але не навпаки.